# میگوهای پایک‌دار

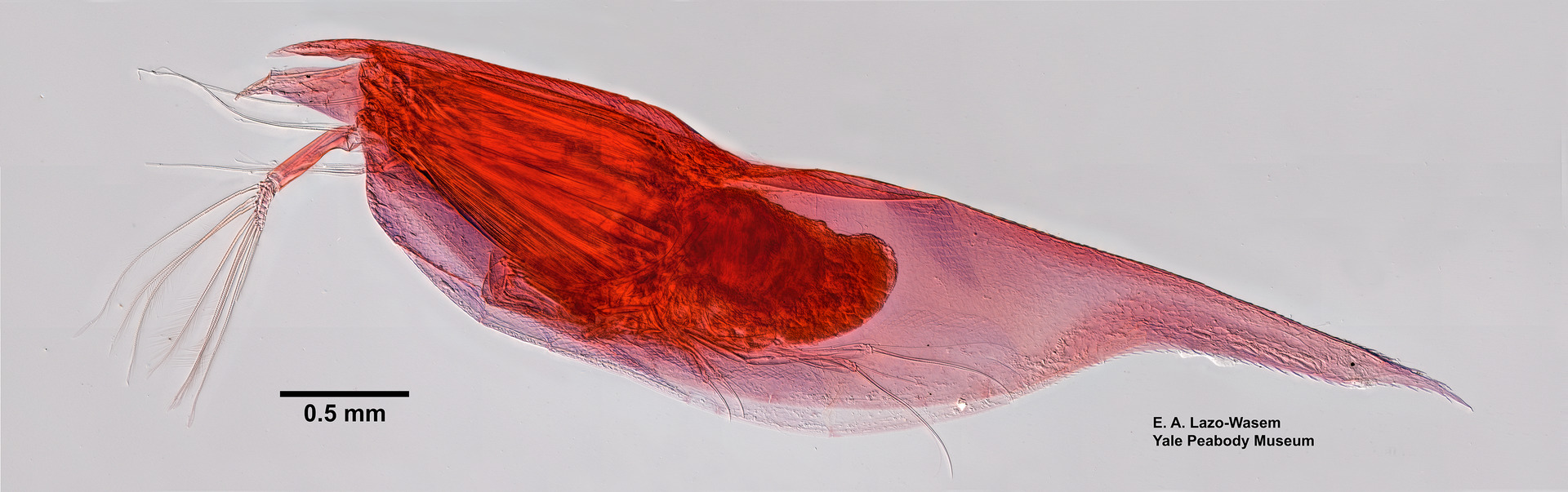
تصویر میگوی پایک دار

میگوهای پایک‌دار (به انگلیسی: Halocyprida) نام یکی از دو راسته از ماهیچه‌پارویان است که به نوبه خود فروراسته‌ای است از صدفیان.
میگوهای پایک‌دار مانند بستگان خود در راسته ماهیچه‌پارویان، یک برون‌پا (اگزوپود) طولانی روی شاخک دوم دارند. با این حال، برخلاف ماهیچه‌پارویان دیگر، زائده پنجم آنها به جای اینکه برای تغذیه اصلاح شود، شبیه پا است، اندام هفتم آن‌ها کاهش یافته یا وجود ندارد، و آن‌ها چشم جانبی ندارند. این گروه در درجه اول پلانکتون هستند.
دو دسته فرعی وجود دارد: Halocypridina و Cladocopina.[1]